# Epipedobates myersi
Allobates myersi là một loài ếch thuộc họ Dendrobatidae.
Loài này có ở Colombia và có thể có ở Brasil.
Môi trường sống tự nhiên của chúng là rừng ẩm vùng đất thấp nhiệt đới hoặc cận nhiệt đới và sông ngòi.
Chúng hiện đang bị đe dọa vì mất môi trường sống.